# 池田優子
池田 優子（いけだ ゆうこ、1958年 - ）は、日本の医師。茨城県古河市生まれ。

## 概要
埼玉県立浦和第一女子高等学校を経て、1981年日本大学芸術学部放送学科卒業。
結婚し長女を出産後に離婚。シングルマザーとなった20歳代後半に医師の父親の影響を受け、医学部の受験準備を始め、1989年に杏林大学医学部に合格。卒業後杏林大学形成外科で研修医・アサミ美容外科勤務を経て、2002年3月、東京都渋谷区に「池田ゆう子クリニック」（美容外科・美容皮膚科）を開業する。
その感性などにも注目が集まり、雑誌やテレビへの出演も多いほか、化粧品のプロデュースなど多方面にわたって活躍中である。
テレビのバラエティー番組などで報じられた裕福な暮らしぶりが着目され、2006年6月26日午後、長女が東京都渋谷区の自宅近くの路上で3億円の身代金目的に拉致され誘拐されるが、翌27日無事解放され、3名の被疑者が警視庁に現行犯逮捕された（渋谷女子大生誘拐事件）。解放後、母娘で記者会見に応じていた。その後、長女自身も池田優子プロデュースの化粧品を販売する会社の取締役に就任し、「学生事業家｣として母子でマスコミ取材に応じていた。

## 著書
- 愛とお金があつまる女の条件（2005年10月31日、英知出版）ISBN 978-4754220488
- Handsome Woman（2010年3月1日、文芸社）ISBN 978-4-286-07613-3

## 関連書籍
- 島田耐三『ラブハーツ』（2002年4月、銀河出版）ISBN- 978-4877770426